# Przebijalność pocisku

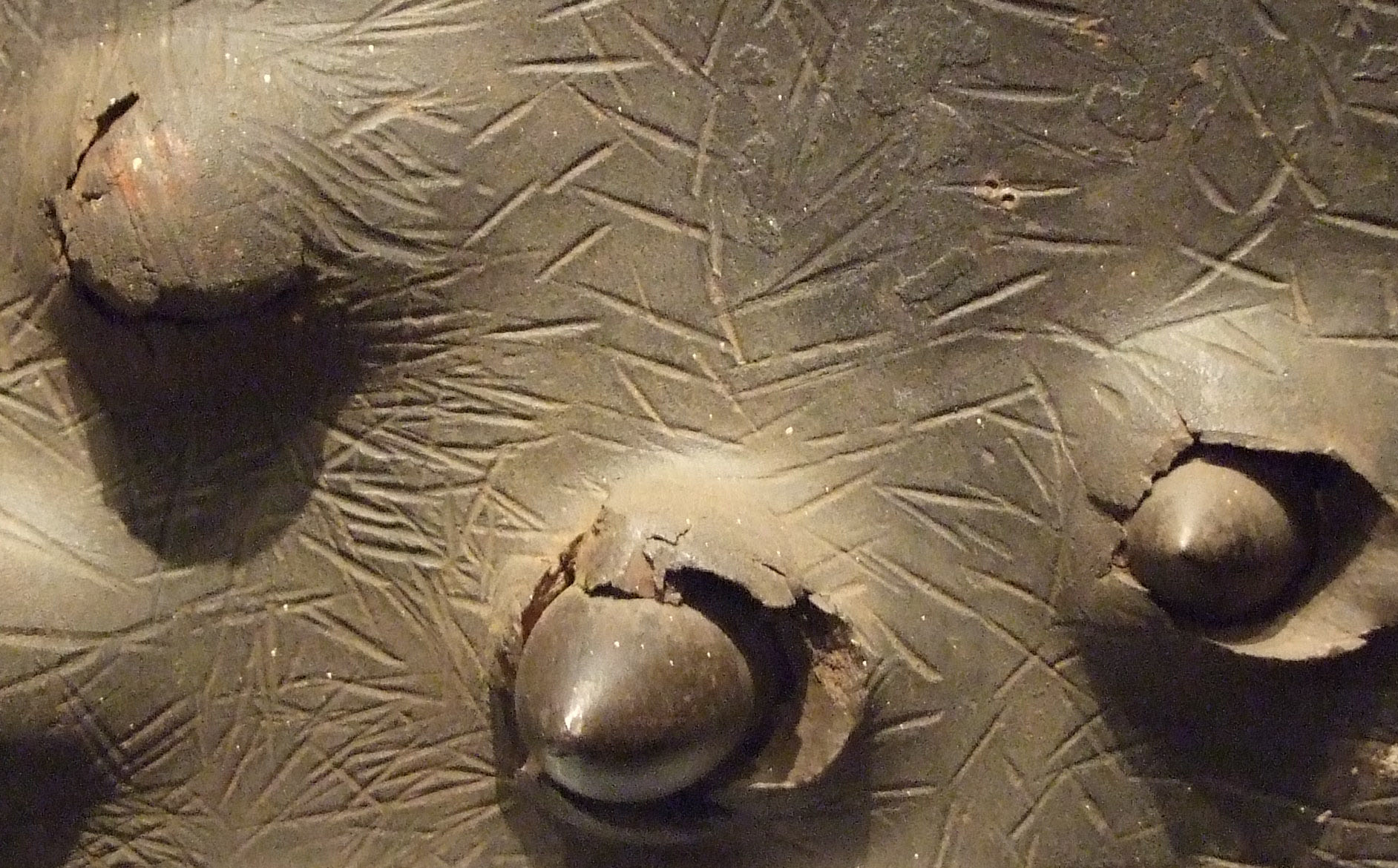
Płyta pancerna przebita pociskami armaty 2-funtowej

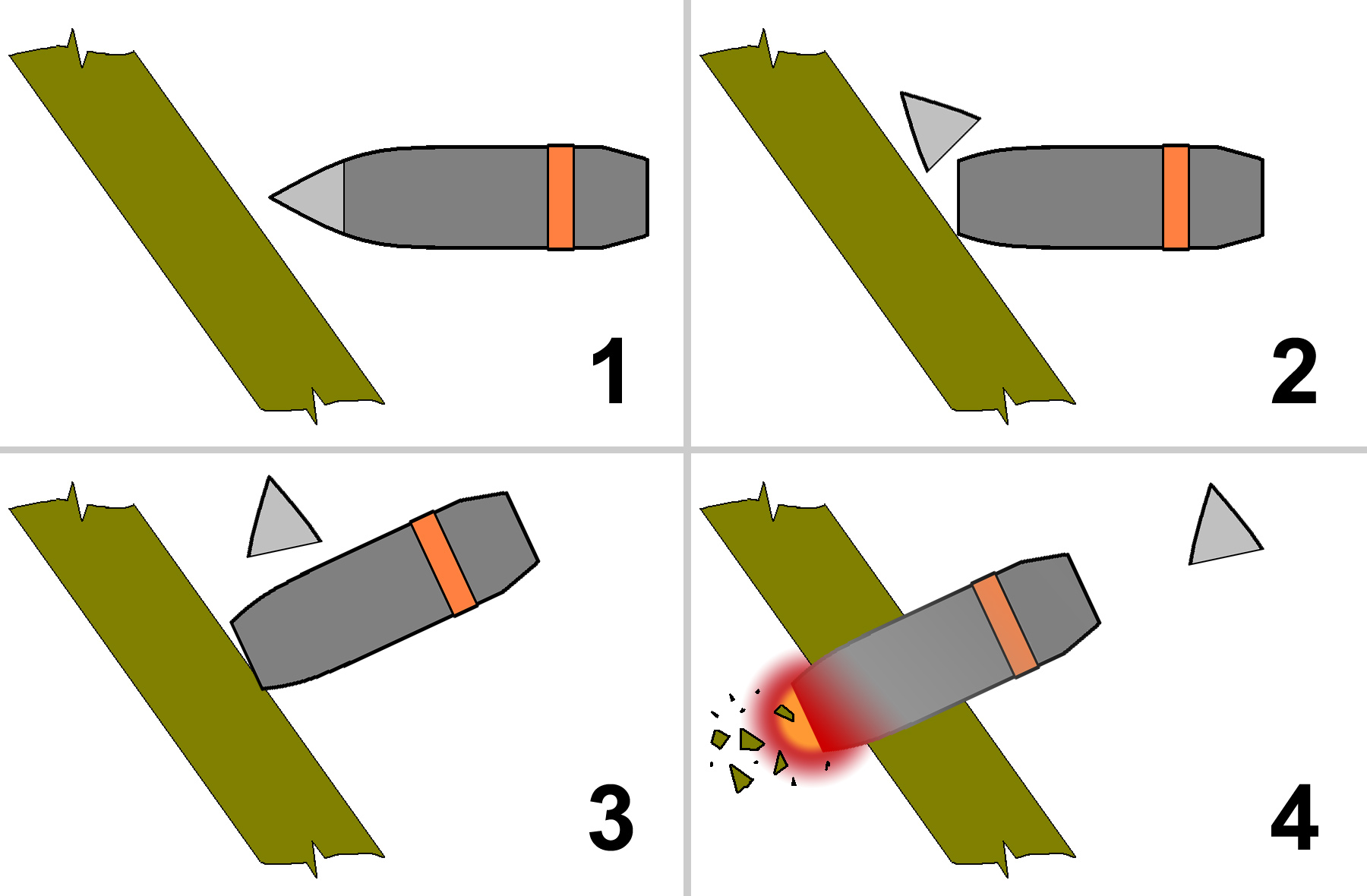
Kształt tępołukowego pocisku przeciwpancernego zapobiega rykoszetom i ułatwia przebicie pancerza

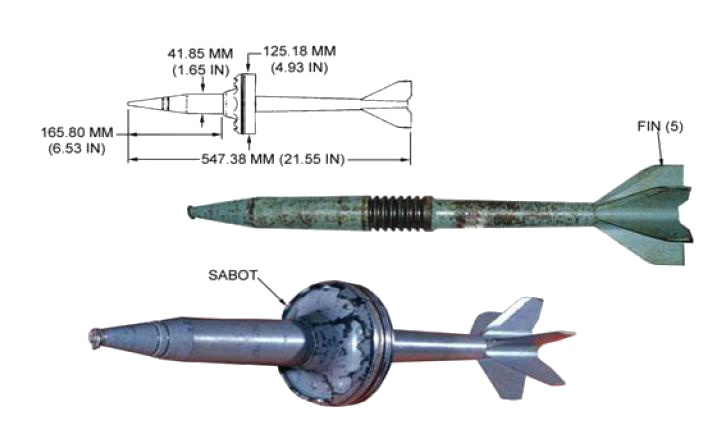
Kształt "strzały" pozwala pociskom typu APFSDS zachować bardzo wysoką prędkość, co zwiększa ich przebijalność

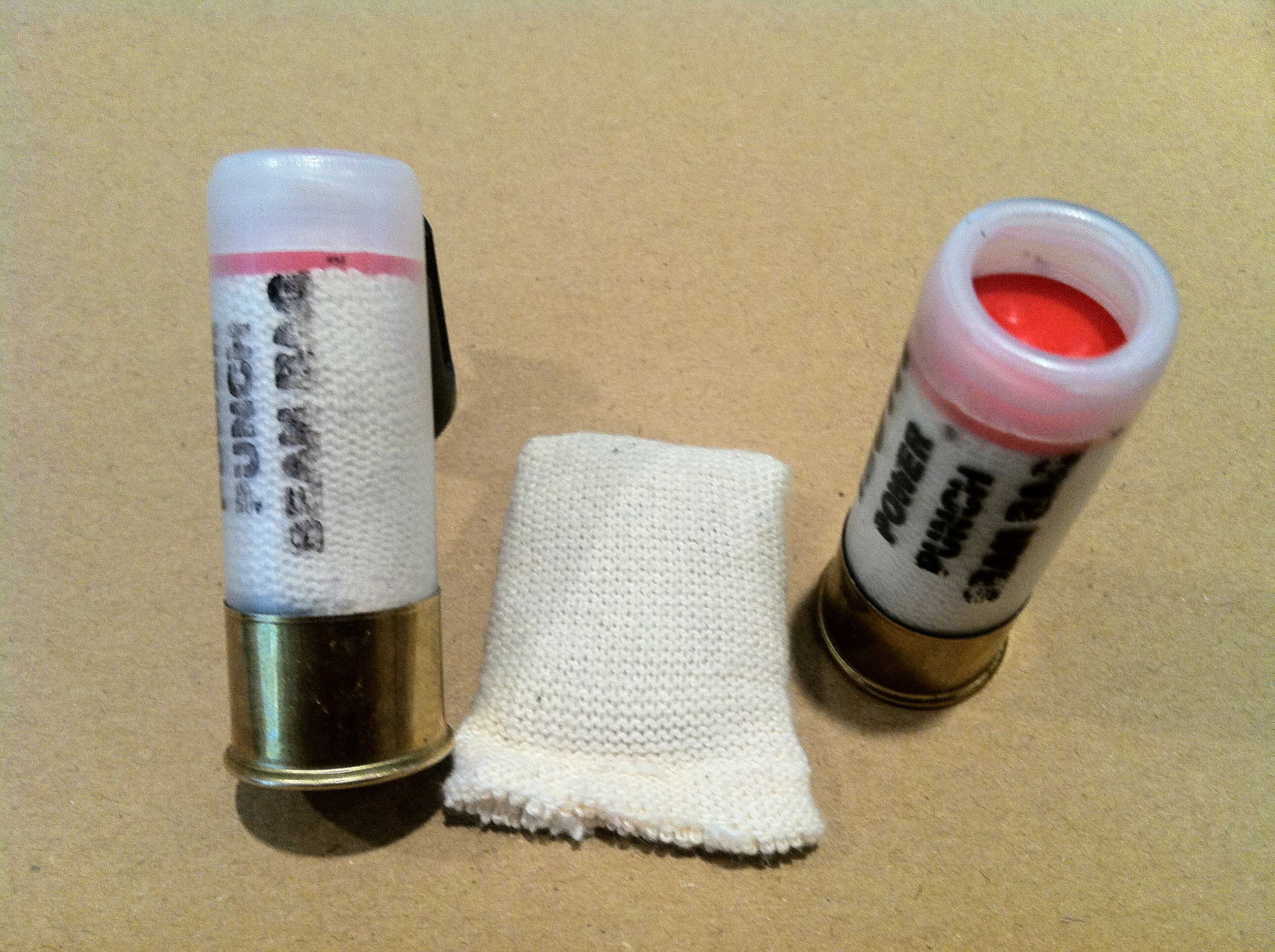
Niepenetrujący pocisk obezwładniający, torebka ze śrutem, w naboju i po wystrzeleniu

Przebijalność pocisku – zdolność pocisku do przebicia przeszkody lub wniknięcia w nią na określoną głębokość. Zależy zarówno od właściwości pocisku (kształtu, materiału z jakiego został wykonany, konstrukcji, typu zapalnika), właściwości przeszkody, energii pocisku i kąta uderzenia o przeszkodę. Szczególnie ważna jest prędkość pocisku, nawet w przypadku takiej samej energii kinetycznej.
Określana jest zazwyczaj doświadczalnie. Podaje się ją najczęściej w postaci tabeli odległość-grubość, dla rozmaitych materiałów i kątów uderzenia. Przykładowo, pełnokalibrowy pocisk armaty PaK 38, przy strzelaniu do płyty nachylonej pod kątem 60°, z odległości 100 m przebijał 67 mm pancerza, z 500 m – 57 mm, z 1000 m – 44 mm, a z 1500 m – 34 mm. 
Niektóre pociski – przeciwpancerne – konstruuje się tak, by zmaksymalizować ich zdolność przebijania przeszkód. Pełnokalibrowe pociski ze względu na duże opory powietrza zmniejszające ich prędkość (co za tym idzie – energię kinetyczną) osiągały przebijalność ok. 1–3 kalibrów. Z tego względu wprowadzono pociski podkalibrowe i ich szczególny podtyp, o dużej przebijalności - podkalibrowe pociski stabilizowane brzechwowo. Mają one kształt wydłużonej strzały (stosunek długości do średnicy ponad 10:1), co zmniejsza ich opory powietrza; osiągają prędkość 1500–1700 m/s i wolno ją tracą. Wykonuje się je z bardzo ciężkich metali (np. ze zubożonego uranu), przez co mają znaczną masę. Kombinacja masy i prędkości przekłada się na dużą energię kinetyczną, która jest jedynym czynnikiem rażącym, ponieważ nie posiadają one ładunku wybuchowego. Ich rdzenie i kształt dopracowuje się więc tak, by maksymalnie ją wykorzystać.
Innym typem są pociski kumulacyjne, osiągające przebijalność wielokrotnie większą od kalibru głowicy dzięki temu, że przebicia dokonuje strumień upłynnionego metalu z wkładki kumulacyjnej, której kształt koncentruje energię wybuchu w jednym punkcie, a nie sam pocisk, którego prędkość nie odgrywa większej roli. Pocisk niemieckiego granatnika Panzerschreck osiągał przebijalność rzędu 210 mm stali przy kalibrze broni 88 mm, mimo niskiej prędkości. Współczesne pociski kumulacyjne osiągają przebijalność 6–7 razy większą niż ich kaliber, a dążąc do jej zwiększenia poszukuje się silniejszych materiałów wybuchowych o jak największej prędkości detonacji. Ponieważ w momencie trafienia strumieniem kumulacyjnym pancerz też przechodzi w stan quasi-ciekły, żeby zmniejszyć przebijalność pocisków kumulacyjnych używa się do opancerzania materiałów odpornych na płynięcie, o wysokiej temperaturze topnienia
Konstruuje się też pociski o specjalnie niskiej przebijalności (np. z PCW lub w postaci woreczka ze śrutem, rozpłaszczającego się na celu), które mają obezwładnić, ale nie poważnie zranić czy zabić. Taka amunicja niepenetrująca, jeden z rodzajów tzw. broni nieśmiercionośnej jest wykorzystywana m.in. przez policję.